# Palacio Central de Policía
El Palacio Central de Policía es un edificio de la ciudad de Montevideo, el cual supo albergar a la Jefatura de Policía de Montevideo y a la Cárcel Central de la ciudad homónima. En la actualidad el edificio se encuentra en abandono.

## Construcción
Ubicado en pleno Centro de Montevideo, sobre la calle San José y Carlos Quijano, fue inaugurado el 20 de noviembre de 1940 para albergar al entonces departamento de Policía de Montevideo. La obra estuvo a cargo del arquitecto Alfredo Baldomir, quien durante la obra fuera Jefe de Policía y curiosamente fuera presidente de la República en la inauguración de la obra. Posteriormente en sus instalaciones y bajo el mando del arquitecto Antonio Fraschetti Rui se construyó la Cárcel Central de Montevideo.

## Actualidad
Desde el año 2019 la Jefatura de Montevideo se trasladó a un nuevo edificio ubicado en el Barrio Bolívar de Montevideo, fue en ese mismo año donde se concretó el cierre definitivo de Cárcel Central, siendo remplazada por la Cárcel de Punta de Rieles.
- Datos: Q115798985

1. ↑  «Edificio de jefatura de Policía de Montevideo».
2. ↑  «Cierran la Cárcel Central de Montevideo a». El país. 7 de agosto de 2019. Consultado el 6 de junio de 2019.